# Love Is for Suckers
Love Is for Suckers ist das 1987 veröffentlichte fünfte Studioalbum der US-amerikanischen Hard-Rock-Band Twisted Sister. Es entstand ursprünglich als Soloalbum des Sängers Dee Snider, wurde jedoch auf Druck der Plattenfirma als Produkt der Gruppe veröffentlicht. Tatsächlich war außer Snider kaum ein Mitglied der Band an den Aufnahmen beteiligt. Stattdessen wirkten der Bassist und Sänger Kip Winger der Gitarrist Reb Beach, sowie Steve Whitman und Jimmy Chalfant von der Band Kix (Backing Vocals) daran mit. In den Credits für das veröffentlichte Album wurden jedoch die Musiker von Twisted Sister in ihren üblichen Rollen als Mitwirkende gelistet.

## Entstehung
Twisted Sister hatte 1985 mit Come Out and Play einen kommerziellen Flop gelandet: Obwohl es das Album mit den zweitbesten Verkaufszahlen für Twisted Sister war, gilt es in den Vereinigten Staaten als nicht sonderlich erfolgreich und schaffte es nur bis auf Platz 53 der Billboard 200, aus denen es nach 17 Wochen wieder ausschied. In den übrigen wichtigen Musikmärkten konnte es die Hitlisten nur kurz und auf den letzten Plätzen erreichen (Großbritannien: Platz 95/1 Woche) oder schaffte den Sprung in die Charts gar nicht erst (Deutschland). Außerdem musste die Band eine schlecht laufende US-Tournee mit zahlreichen abgesagten Konzerten abbrechen und war anschließend verschuldet.
Nachdem Twisted Sister mit dem Album einen musikalisch kommerzielleren Weg eingeschlagen hatte, kam Dee Snider zu der Überzeugung, dass sich das nächste zu veröffentlichende Album noch stärker am Mainstream orientieren, und dass es sich um dabei um ein Soloalbum handeln sollte. Aufgrund der mehrere Monate langen Unterbrechung der gemeinsamem Arbeit der Band hatte sich Schlagzeuger A.J. Piero entschieden, die Gruppe zu verlassen, weil er an einem Projekt namens Cities arbeiten wollte. Seinen Platz übernahm Joey Franco.
In seinem Buch Shut Up and Give Me the Mic beschrieb Dee Snider, dass das Album den kommerziellen Charakter, den er sich für sein Soloalbum vorgestellt hatte, widerspiegele und gleichzeitig lyrisch von seinem damaligen herben Gemütszustand beeinflusst sei. Er betonte, dass ihn sowohl sein Management wie auch die Plattenfirma dazu gedrängt hätten, aus seinem Soloalbum ein Twisted-Sister-Album zu machen. Er selbst habe jedoch trotzdem so gearbeitet, als habe es sich um ein Soloalbum gehandelt.
Snider engagierte Gastmusiker, unter anderem werden Kip Winger (damals Bassist in der Band von Alice Cooper) und Reb Beach (als Studiomusiker u. a. für Fiona tätig) genannt, die offiziell nur als Hintergrundsänger an den Aufnahmen beteiligt wurden.
In einem 2016 geführten Interview sagte Gitarrist Jay Jay French zur Entstehung von Love Is for Suckers:

“[…] I listen to that record every once in awhile and I think it’s an interesting record. Should it have been a Dee [Snider] solo record? Absolutely. I mean at that point, A.J. wasn’t in the band and [drummer] Joe Franco played a drum machine on that record so there’s no drummer on that record. So technically there’s no drummer on the record and the guitar player isn’t me or Eddie [Ojeda]! [laughs] So is it a Twisted Sister record? [laughs] I don’t say that with any particular rancor. We’re past that. There are pretty cool songs on there. It was an ugly time.”

„[…] Ich höre mir die Platte ab und zu an, und ich denke, dass es eine interessante Platte ist. Hätte es ein Dee-Snider-Soloalbum sein sollen? Absolut! Ich meine, damals war A.J. nicht in der Band und Joey Franco spielte einen Schlagzeugcomputer, technisch gesehen ist also kein Schlagzeuger auf der Platte [zu hören], und der Gitarrist bin weder ich, noch ist es Eddie Ojeda! Ist es also ein Twisted-Sister-Album? Ich sage das ohne jede Boshaftigkeit. Das haben wir hinter uns. Es sind einige coole Songs drauf. Es war eine hässliche Zeit.“

Dies legt nahe, dass die beteiligten Gastmusiker entgegen den in den Credits aufgeführten Angaben weitaus mehr Arbeit in dieses Album investiert haben. Das Album wurde unter der Regie von Musikproduzent Beau Hill in den Atlantic Studios in New York City aufgenommen. Er erschien am 13. August 1987, als einzige Single wurde Hot Love ausgekoppelt.

## Trivia
Das Titellied ist die Coverversion eines 1985 veröffentlichten Liedes des US-amerikanischen Popsängers Gary Private.

## Rezeption
Greg Prato von AllMusic.com schrieb, Beau Hill habe dem Album einen „starken 80er Pop-Metal Sound gegeben“, herausragend seien „die Titel ‚Hot Love‘, das Titelstück und ‚Tonight‘“, doch das Album sei „wie sein Vorgänger rasch aus den Charts gefallen“.
Michael Rensen (Rock Hard) schrieb, „Dee Snider, Jay Jay French und Konsorten“ hätten versucht, „sich mehr auf eingängige Mitsingmelodien zu konzentrieren“ und „für Love Is For Suckers mit Beau Hill, Reb Beach und TNT-Gitarrist Ronnie Le Tekro ein illustres Arrangement/Produktions-Team“ verpflichtet. Das Ergebnis klänge „zwar nicht ganz so überzeugend wie You Can’t Stop Rock’n’Roll (’83) oder Stay Hungry (’84)“, könne „mit Ohrwürmern wie ‚Love Is For Suckers‘ oder ‚I Want This Night (To Last Forever)‘ aber einiges an verlorenem Boden gutmachen“.
Das Album erreichte in den USA lediglich Platz 74 der Billboard 200 und wurde nach elf Wochen nicht mehr notiert; in Europa war es, zumindest die Platzierung betreffend, erfolgreicher: Platz 57 in Großbritannien und Platz 59 in Deutschland ließen das Album erfolgreich erscheinen, doch war hier die Notierungszeit deutlich kürzer. Nach nur zwei Wochen verschwand das Album aus den britischen Charts.

## Titelliste
1. Wake Up (The Sleeping Giant) (Dee Snider) – 4:19
2. Hot Love (Dee Snider) – 3:28
3. Love Is for Suckers (Marky Carter, Dee Snider) – 3:25
4. I’m So Hot for You (Dee Snider) – 4:05
5. Tonight (Dee Snider) – 3:51
6. Me and the Boys (Dee Snider) – 3:52
7. One Bad Habit (Dee Snider) – 3:18
8. I Want This Night (To Last Forever) (Mark Tanner, Marty Wagner, Dee Snider) – 4:18
9. You Are All That I Need (Dee Snider) – 4:17
10. Yeah Right (Dee Snider) – 3:14

Bonus-Tracks der Wiederveröffentlichung (2011)
1. Feel Appeal (Dee Snider) – 3:19
2. Statutory Date (Dee Snider) – 3:11
3. If That’s What You Want (Dee Snider) – 4:25
4. I Will Win (Dee Snider) – 3:29